# 巴利德埃沃
巴利德埃沃，是西班牙巴伦西亚自治区阿利坎特省的一个市镇。总面积32km2，总人口318人（2001年），人口密度10人/km2。